# John Tomlinson (baron Tomlinson)
John Edward Tomlinson, titré baron Tomlinson, né le 1er août 1939 et mort le 20 janvier 2024, est un homme politique du parti travailliste britannique. Il a été député de 1974 à 1979, député européen de 1984 à 1999, et pair à vie à la Chambre des lords.

## Biographie

### Jeunesse
Né à Londres, John Tomlinson fait ses études à la Westminster City School et au Co-operative College de Loughborough. Il étudie ensuite la gestion des services de santé à l'Université Brunel et, en 1982, il obtient une maîtrise en relations industrielles de l'Université de Warwick.

### Début de carrière
John Tomlinson est actif en politique dans le Yorkshire, secrétaire du Parti coopératif de Sheffield et membre exécutif du parti travailliste du Yorkshire. Il est le plus jeune conseiller du conseil municipal de Sheffield à partir de 1964. Il travaille comme chef de la recherche pour le Syndicat fusionné des ouvriers du génie 1968–1970.

### Carrière parlementaire
John Tomlinson se présente au Parlement sans succès en 1966 à Bridlington, et en 1970 à Walthamstow East. Il est élu à la Chambre des communes comme député travailliste de Meriden aux élections générales de février 1974, battant le député conservateur Keith Speed. Lors des élections générales d'octobre 1974, il conserve le siège, battant un nouveau candidat conservateur, l'ancien président du comité de planification de l'autoroute dans le quartier londonien de Hammersmith et président des Hyde Park Tories (les orateurs en plein air du parti conservateur) Christopher Horne. Il perd son siège aux élections générales de 1979 au profit du candidat conservateur, Iain Mills.
Au cours de ses cinq années à la Chambre des communes, il occupe une série de postes gouvernementaux. Il est Secrétaire privé parlementaire (SPP) du premier ministre Harold Wilson (1975-1976), Sous-secrétaire d'État parlementaire, ministère des Affaires étrangères et du Commonwealth (1976-1979) et  Secrétaire parlementaire, Ministère du développement outre-mer (1977-1979).
Après sa défaite en 1979, il enseigne au Solihull College of Technology. Après s'être présenté sans succès dans la nouvelle circonscription du North Warwickshire lors des élections en juin 1983, en 1984, Tomlinson est élu député européen pour la nouvelle circonscription européenne de Birmingham West. Il est réélu aux élections européennes de 1989 et aux élections de 1994, mais ne s'est pas présenté aux élections de 1999.
Le 21 juillet 1998, il est créé pair à vie en tant que baron Tomlinson, de Walsall dans le comté de West Midlands.
Le baron John Tomlinson meurt le 20 janvier 2024 à l’âge de 84 ans.